# Cholomyia filipes
Cholomyia filipes là một loài ruồi trong họ Tachinidae.